# Бережок (Львовская область)
Бережо́к — село в Карпатах, на берегу Днестра, в Турковской городской общине Самборского района Львовской области Украины. Население составляет 234 жителя.

## Географическое положение
Бережок находится в 16 километрах от Турки, в 8 километрах восточнее границы с Польшей. Северо-западнее Бережка находится село Лимна, юго-западнее — Волчье. В 2 километрах юго-юго-западнее расположено село Днестрик-Дубовый, а в 4 километрах северо-восточнее — село Смеречка.
Бережок находится на высоте 515 метров над уровнем моря. Село расположено на берегу Днестра, исток которого находится в 8 километрах востоко-юго-восточнее. Долина реки протянулась с юго-востока на северо-запад. С востока на север пролегла широкая возвышенность, сильно изрезанная множеством потоков, впадающих в Днестр. Непосредственно за возвышенностью расположен небольшой 4-километровый хребет с вершинами высотой до 800 и более метров. Наибольшая из них — безымянная — имеет высоту 817 метров, а другая — Хмоловате — 806,4 м.
С запада на юго-восток непосредственно за руслом Днестра протянулась длинная гряда небольших возвышенностей, служащая водоразделом между Днестром, впадающим в Чёрное море и Рекой — притоком Сана, чьи воды Висла несёт в Балтийское море. Высоты этой возвышенности не превышают 700 метров. Южнее Бережка гряду прорезает русло Днестрика-Дубового — левого притока Днестра.

## Население
- 1880—212 жителей (193 гр.-кат., 6 кат., 13 иуд.)[1].
- 1921—273 жителей.
- 1989—974 жителя (485 муж., 489 жен.)[2]
- 2001—234 жителя[3].